# Domenico Maria Ferrabosco
Domenico Maria Ferrabosco (ur. 14 lutego 1513 w Bolonii, zm. w lutym 1574 tamże) – włoski kompozytor.

## Życiorys
Nie jest jasne, czy wszystkie spotykane w źródłach informacje o Domenico Ferrabosco odnoszą się do tej samej osoby. W 1540 roku notowany jest jako śpiewak, a w 1547 roku jako kapelmistrz przy bazylice św. Petroniusza w Bolonii. W latach 1546–1547 prowadził chór chłopięcy przy Capella Giulia w Rzymie, zaś od 1551 do 1555 roku był śpiewakiem w Kaplicy Sykstyńskiej. 
Opublikował zbiór 4-głosowych madrygałów (Wenecja 1542), kilka innych przypisywanych mu madrygałów znajduje się w zbiorach włoskich, niderlandzkich i niemieckich. Twórczość Ferrabosca reprezentuje wczesny i środkowy okres rozwoju madrygału jako formy muzycznej. Wczesne madrygały, o fakturze homofonicznej, przypominają twórczość Philippe’a Verdelota i Jakoba Arcadelta, z kolei późniejsze, stosujące technikę kontrapunktyczną, pokrewne są stylowi Cypriana de Rore.
Jego synem był Alfonso Ferrabosco (starszy).